# Casimir I van Teschen
Casimir I van Teschen (circa 1280/1290 - rond 29 september 1358) was vanaf 1315 hertog van Teschen, vanaf 1337 hertog van Siewierz en vanaf 1357 hertog van Bytom. Hij behoorde tot de Silezische tak van het huis Piasten.

## Levensloop
Hij was de tweede zoon van hertog Mieszko I van Teschen en een zekere Grimislava, wier herkomst onbekend is. Na de dood van zijn vader in 1315 verwierf Casimir I het zuidwestelijke deel van het hertogdom, geconcentreerd rond de stad Teschen.
In het begin van zijn regering onderhield Casimir goede relaties met Wladislaus de Korte, die in 1320 koning van Polen werd. Toen troepen uit het grootvorstendom Litouwen die Wladislaus de Korte ondersteunden in de periode 1321-1324 Teschen plunderden, verbrak hij echter alle banden met de Poolse koning. Vervolgens werd hij een nauwere bondgenoot van de Boheemse koning Jan van Luxemburg. Op 8 februari 1327 zwoer Casimir in Opava een eed van trouw aan koning Jan. In ruil hiervoor kreeg Casimir van Jan de belofte dat het hertogdom Teschen erfelijk zou worden. Op 23 februari 1327 kreeg Casimir het hertogdom Teschen in erfelijk bezit toegewezen, waarmee hij de grote interne soevereiniteit van Teschen kon behouden.
Casimir I wilde de territoriale eenheid van zijn grondgebied graag behouden en benoemde daarom slechts een van zijn zoons tot troonopvolger. Eerst was dit zijn oudste zoon Wladislaus en na diens dood in 1355 werd dit zijn derde zoon Przemysław I Noszak. De andere zonen waren voorbestemd voor een kerkelijke loopbaan. In 1337 bemachtigde Casimir eveneens de districten Siewierz en Czeladź, na het betalen van 720 muntstukken.
Bij het overlijden van hertog Leszek van Ratibor in 1336 probeerde Casimir tevergeefs diens grondgebied over te nemen. Koning Jan van Bohemen schonk Leszeks gebieden namelijk aan hertog Nicolaas II van Troppau. Toen in 1355 hertog Bolesław van Bytom zonder mannelijke nakomelingen overleed, kwam het zelfs tot een oorlog tussen Casimir en hertog Koenraad I van Oels om de erfenis van diens bezittingen. In 1357 werd het conflict opgelost door Casimir de helft van Bolesławs gebieden te geven en de andere helft aan Koenraad I van Oels te geven.
Wat de interne politiek betrof ondersteunde Casimir I de economische ontwikkeling van zijn grondgebied, vooral door steden op te richten. Zo liet hij de stad Teschen omwallen en gaf hij de stad Bielsko in 1320 stadsrechten.
Casimir stierf in 1358, waarna hij werd bijgezet in het dominicanenklooster van Teschen.

## Huwelijk en nakomelingen
Rond het jaar 1321 huwde hij met Euphemia (circa 1310 - 1374), dochter van hertog Trojden I van Czersk. Ze kregen volgende kinderen:
- Anna (1325-1367), huwde in 1338 met hertog Wenceslaus I van Liegnitz
- Wladislaus (circa 1325/1331 - 1355)
- Jolanda Helena (circa 1331 - 1403), abdis in het Sint-Claraklooster van Krakau
- Bolesław (circa 1331/1332 - 1356)
- Przemysław I Noszak (circa 1332/1336 - 1410), hertog van Teschen
- Agnes (1338-1371), huwde in 1354 met hertog Koenraad II van Oels
- Jan (1339/1340 - na 1359)
- Ziemovit (circa 1340 - 1391)
- Elisabeth (circa 1340 - na 1364), zuster in de abdij van Trebnitz